# 10173 Ганзелказікмунд
10173 Ганзелказікмунд (10173 Hanzelkazikmund) — астероїд головного поясу, відкритий 21 квітня 1995 року.
Тіссеранів параметр щодо Юпітера — 3,206.